# Lamium holsaticum
Lamium holsaticum là một loài thực vật có hoa trong họ Hoa môi. Loài này được Prahl mô tả khoa học đầu tiên năm 1890.